# 4522 Britastra
4522 Britastra è un asteroide della fascia principale del diametro medio di circa 22,01 km. Scoperto nel 1980, presenta un'orbita caratterizzata da un semiasse maggiore pari a 2,6684557 UA e da un'eccentricità di 0,2054064, inclinata di 12,51788° rispetto all'eclittica.